# Naturschutzgebiet Stollen an der Bahnlinie Kassel–Altenbeken
Das Naturschutzgebiet Stollen an der Bahnlinie Kassel-Altenbeken mit einer Flächengröße von 3,38 ha liegt westlich von Neuenheerse im Kreis Höxter. Es wurde 2002 als Naturschutzgebiet (NSG) ausgewiesen. Der Stollen ist mit einer Flächengröße von 0,21 ha auch als FFH-Gebiet Stollen Bahnlinie Kassel-Altenbeken ausgewiesen. Das NSG grenzt nordöstlich direkt an die, hier verlegte und abgebaute, Bahnstrecke Hamm–Warburg.

## Gebietsbeschreibung
Es handelt sich um einen nördlich exponierten, steilen Waldhang unter dem ein etwa 200 m langer Stollen aus dem Jahr 1870 liegt. Der Stollen soll zur Wassergewinnung für ein früher benachbart gelegenes Sägewerk gebaut worden sein. Es fließt Wasser aus dem Stollen. Der Eingang des Stollens ist etwa 0,6 m breit und 1 m hoch. Im Stollen befinden sich teils tiefe Spalten. Der Stollen ist mit Sandsteinen ausgekleidet, hinter denen sich zahlreiche nicht einsehbare Hohlräume befinden. Im Stollen ist ein langjähriges Winterquartier für die Fledermausarten Großes Mausohr, Teichfledermaus, Wasserfledermaus und Große Bartfledermaus. 
Der Wald weist viele Steilhänge, tiefe Schluchten und Senken auf. Die Hangflächen im NSG sind mit jüngerem Mischwald und Fichten bewachsen. Im Nordbereich standen bei Ausweisung 80 bis 120 Jahre alten Laubbäumen. Eingestreut im NSG befanden sich bei Ausweisung junge und einzelne alte Fichtenbestände.